# رز (فیلم ۲۰۱۲)
رز (انگلیسی: Rose (2012 film)) فیلمی در ژانر دلهره آور است که در سال ۲۰۱۲ منتشر شد.